# Île de Tours
L'Île de Tours est une île située sur la Vienne appartenant à Chinon.

## Description
Elle s'étend sur près de 720 m de longueur pour une largeur d'environ 150 m. Située en amont du pont de Chinon, elle conserve six habitations mais n'a que trois habitants (2015). Elle est accessible par le pont Aliénor-d'Aquitaine.
Elle est partagée en habitations, au contact du pont, espaces naturels, aire de pique-nique et jardins familiaux. La biodiversité est importante faunistique et floristique est importante, et le Castor d'Europe y habite.

## Histoire
L'archevêché de Tours prend possession de l'île au XIIe siècle et lui donne son nom ; il en afferme les terres. Entre deux bras de la Vienne, son commerce est alors prospère et elle abrite des vanniers et des pêcheurs y habitent.
Accusés d'avoir empoisonné les puits et les fontaines de Chinon, 160 Juifs y sont brûlés le 27 août 1321, appelée alors « l'île des Juifs » mais la localisation de cet événement dans l'île de Tours est incertaine.
Jusqu'en 1970, elle sert de pâturages. L'île de Tours est la dernière rescapée des îles qui ont été absorbées en aval du pont à cause de l'ensablement depuis les années 1980, mais sa rive gauche s'ensable de plus en plus et elle est en voie de rattachement à la rive sud de la Vienne. 
En 2012, un vaste projet d'aménagement est établi.
En 2016, un cadavre y est retrouvé par des touristes allemands.

## Association
Il existe une association nommée Les amis de l'île de Tours, fondée en 2011.